# 天潢增一
天潢增一，即御夫座16（16 Aur, 16 Aurigae）是一个位于御夫座的双星系统，距离地球约230光年，视星等为4.552。